# Melvin Greaves

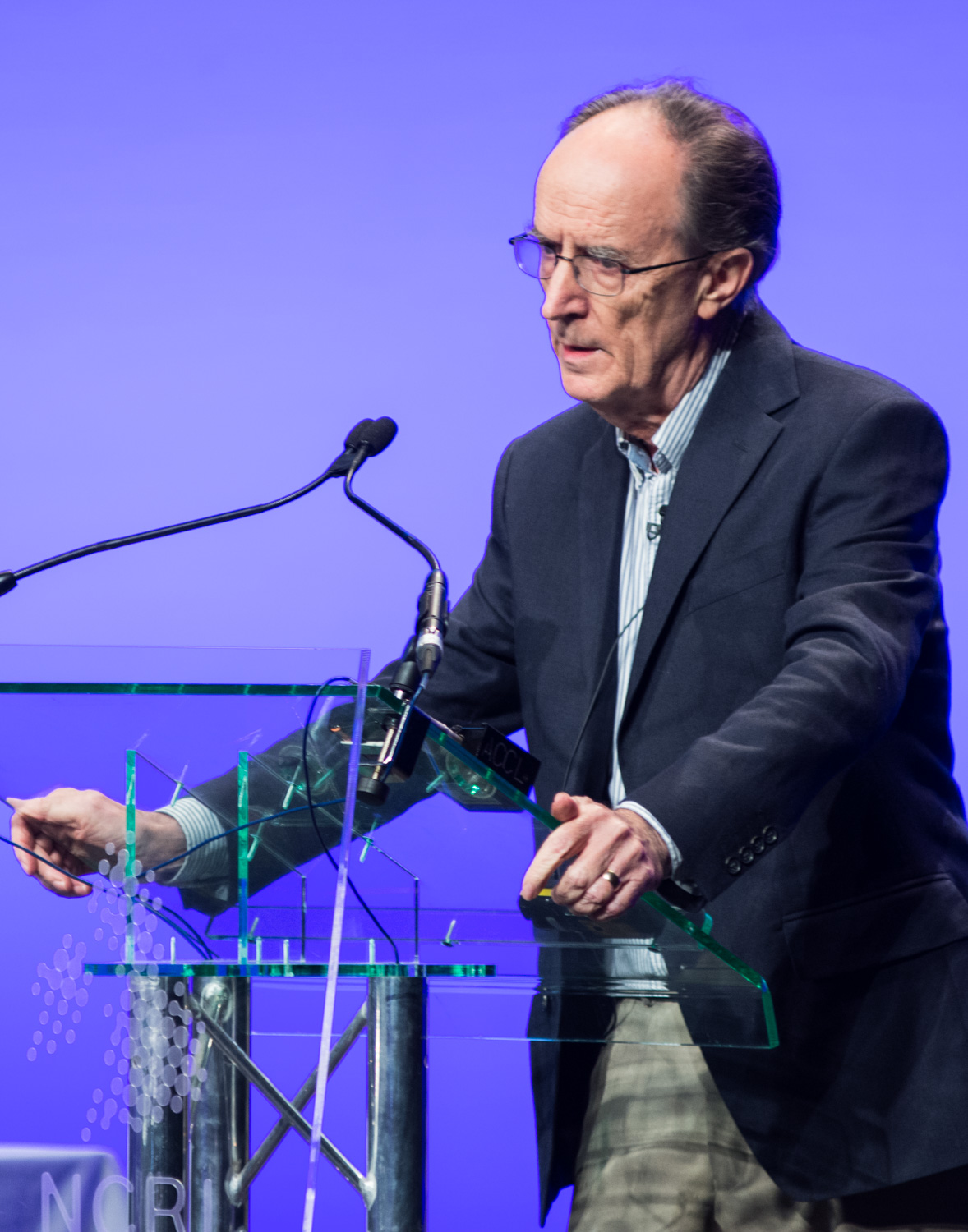
Melvin Greaves

Sir Melvin „Mel“ F. Greaves (* 12. September 1941) ist ein britischer Onkologe.

## Leben und Forschung
Greaves ging in Norwich zur Schule und studierte am University College London Medizin, Schwerpunkt Immunologie, 1968 wurde Melvin zum Dr. med. promoviert. Als Post-Doktorand war Greaves von 1968 bis 1969 am Karolinska-Institut bei Stockholm. Nach dieser Zeit forschte er an der Abteilung Immunologie des National Institute for Medical Research in Mill Hill, London; anschließend, ab 1972 für den Imperial Cancer Research Fund, und ab 1976 als Leiter des Labors für Immunologie in Lincoln’s Inn Fields in London. Von 1984 bis 2003 war er Direktor des Leukämie-Forschungszentrums am Institute of Cancer Research in London. Seit 1985 ist Greaves Professor für Zellbiologie an der Universität London und Vorstand der Abteilung für Hämato-Onkologie am Cancer Research Institute in London.
Greaves, der sich seit den 1970er Jahren mit Krebsforschung beschäftigt, forschte über die Entstehung der Leukämie bei Kindern und fand dabei Hinweise auf eine pränatale Genese. Da die malignen pränatalen genetischen Veränderungen aber nur bei rund 1 % der Kinder zu Leukämie führen, müssen nach Greaves weitere Faktoren nach der Geburt hinzukommen, wobei Greaves unter anderem der Hypothese einer genügenden Exposition mit Antigenen nachgeht, die für die Entwicklung der ausreichenden Immunabwehr notwendig ist, und deren Mangel eine spezifisch abnorme Immunreaktion auf gewöhnliche Infekte auslösen kann (Delayed infection hypothesis).
Nach Greaves sind fast alle Krebsfälle multikausal bedingt und haben meist auch Ursachen, die der Kontrolle des Einzelnen unterliegen.

## Ehrungen
- 1977 Paul-Martini-Preis in Göttingen
- 1981 Peter-Debye-Preis
- 1986 Ehrenmitglied des Royal College of Physicians
- 1988 König-Faisal-Preis
- 1999 Goldmedaille der British Society of Haematology
- 2001 José Carreras Award
- 2003 Fellow der Royal Society, Fellow der Academy of Medical Sciences in London
- 2017 Royal Medal der Royal Society
- 2019 Knight Bachelor

## Schriften

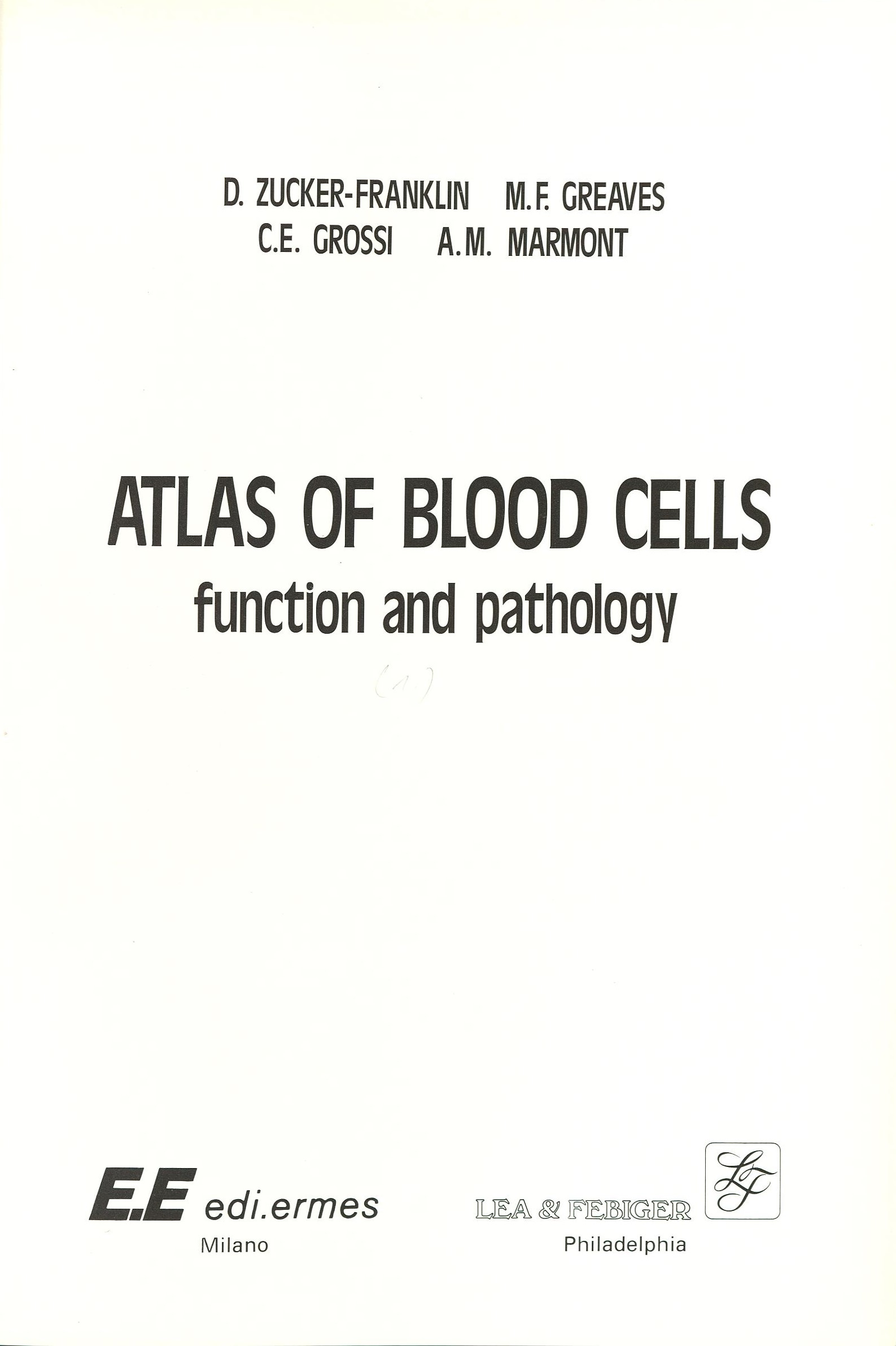
Mitherausgeber des Atlas of Blood Cells (1981)

- Krebs- der blinde Passagier der Evolution, Springer 2002 (Cancer - the evolutionary legacy, Oxford University Press 2000)
- Infection, immune responses and the aetiology of childhood leukaemia, Nature Reviews Cancer, Band 6, 2006, S. 193–203